# Pedro Cifré
Pedro Cifré Oliver (nacido el 27 de marzo de 1947 en Pollensa, Islas Baleares) es un exjugador de baloncesto español.  

## Trayectoria
Ha formado parte del equipo del Patronato, el Club Baloncesto Estudiantes, en Primera División, el Sant Josep de Badalona, el Círcol Catòlic de Badalona, el Yanko, el Constancia, el Kollflex y el CB Alcudia, equipo con el cual se retiró en 1987. En 1966 fue seleccionado para participar con el equipo nacional de España en los campeonatos de Europa júnior. La misma temporada (1966-67) jugó cinco partidos con la selección española B y tres con la selección absoluta. Como entrenador de baloncesto de base, llevó al colegio Sant Josep de Badalona, a ganar el campeonato del mundo escolar de baloncesto. Posteriormente, volvió a Mallorca y fundó la escuela de baloncesto del Alcudia.